# Município de Jackson (condado de Pickaway, Ohio)
O município de Jackson (em inglês: Jackson Township) é um município localizado no condado de Pickaway no estado estadounidense de Ohio. No ano de 2010 tinha uma população de 1.132 habitantes e uma densidade populacional de 10,23 pessoas por km².

## Geografia
O município de Jackson encontra-se localizado nas coordenadas 39° 39′ 28″ N, 83° 03′ 05″ O. Segundo o Departamento do Censo dos Estados Unidos, o município tem uma superfície total de 110.65 km², da qual 110,11 km² correspondem a terra firme e (0,49 %) 0,54 km² é água.

## Demografia
Segundo o censo de 2010, tinha 1.132 habitantes residindo no município de Jackson. A densidade populacional era de 10,23 hab./km². Dos 1.132 habitantes, o município de Jackson estava composto pelo 97,97 % brancos, o 0,09 % eram afroamericanos, o 0,18 % eram amerindios, o 0,18 % eram de outras raças e o 1,59 % eram de uma mistura de raças. Do total da população o 1,06 % eram hispanos ou latinos de qualquer raça.